# NGC 7612
NGC 7612 is een lensvormig sterrenstelsel in het sterrenbeeld Pegasus. Het hemelobject werd op 26 mei 1863 ontdekt door de Duits-Deense astronoom Heinrich Louis d'Arrest.

## Synoniemen
- UGC 12512
- MCG 1-59-50
- ZWG 406.68
- IRAS 23170+0820
- PGC 71089